# Всемирный день сна

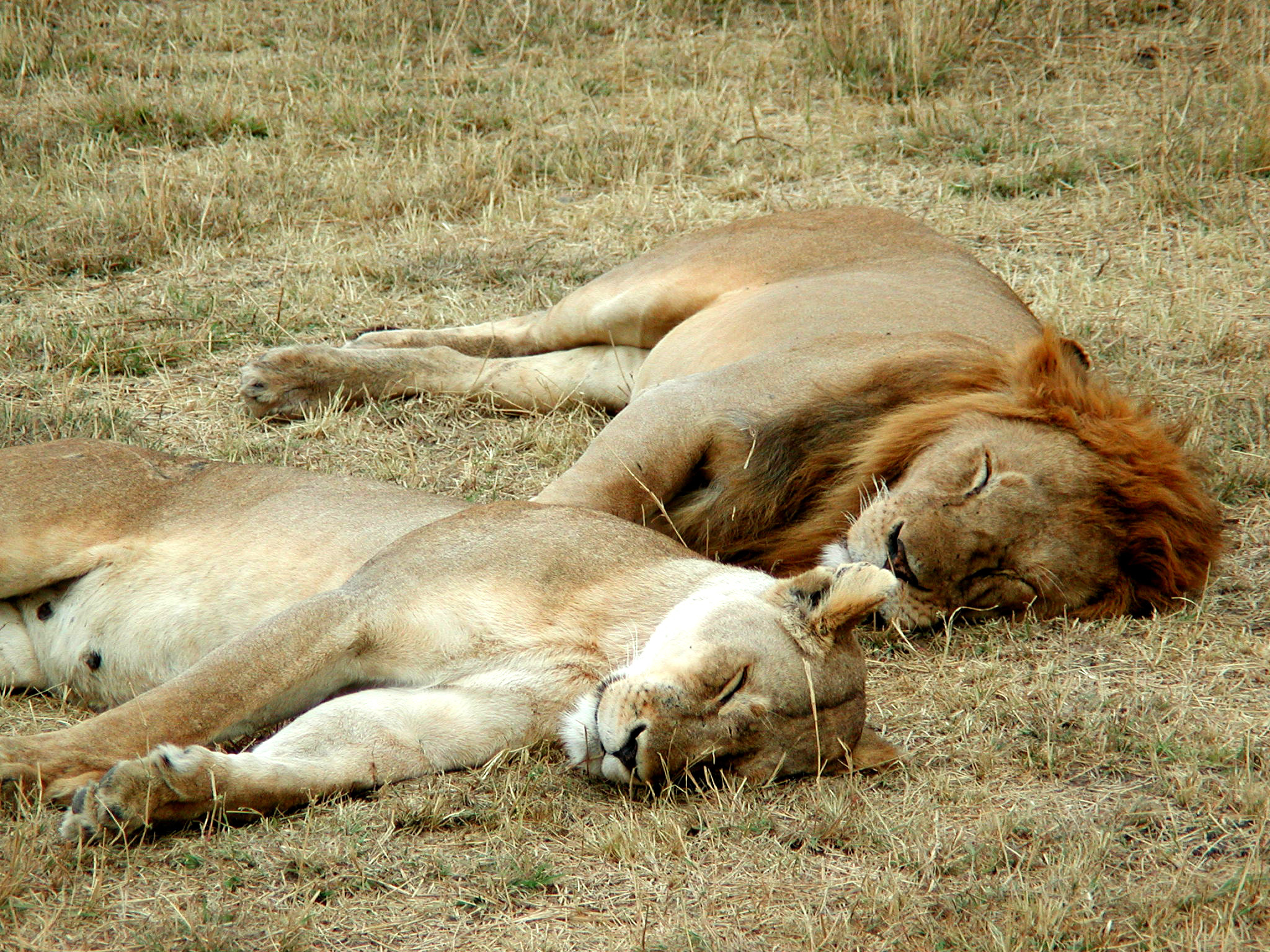
Спящие львы, Серенгети

Всемирный день сна ежегодно проводится в пятницу перед днем весеннего равноденствия, по инициативе Международного комитета дня сна (англ. World Sleep Day Committee) в Международной ассоциации медицины сна (англ. World Association of Sleep Medicine (WASM)) начиная с 2008 года. Он направлен на пропаганду пользы правильного и здорового сна, привлечение общественного внимания к проблеме сна и её медицинским, образовательным и социальным аспектам, а также на предотвращение и управление нарушениями сна.

## Ежегодное празднование
Всемирный день сна отмечается ежегодно в пятницу второй полной недели марта. Первый Всемирный день сна отмечался 14 марта 2008 года.
|                             | Дата     | Слоган |
| --------------------------- | -------- | --- |
| Всемирный день сна 2008 год | 14 марта | Спи крепко, живи бодро (англ. Sleep well, live fully awake) |
| Всемирный день сна 2009 год | 13 марта | Выспался перед дорогой, доехал без проблем (англ. Drive alert, arrive safe)                                                                                                 |
| Всемирный день сна 2010 год | 19 марта | Спи хорошо. Оставайся здоровым. (англ. Sleep Well, Stay Healthy) |
| Всемирный день сна 2011 год | 18 марта | Спи хорошо. Расти здорово. (англ. Sleep Well, Grow Healthy) |
| Всемирный день сна 2012 год | 16 марта | Дыши легко, чтобы спать хорошо (англ. Breathe Easily, Sleep Well) |
| Всемирный день сна 2013 год | 15 марта | Хороший сон, здоровое старение (англ. Good Sleep, Healthy Aging) |
| Всемирный день сна 2014 год | 14 марта | Сладко спи, легко дыши - ты здоровье сбереги! (англ. Restful Sleep, Easy Breathing, Healthy Body!)                                                                          |
| Всемирный день сна 2015 год | 13 марта | Когда крепок сон, здоровье и счастье в изобилии приносит он (англ. When sleep is sound, health and happiness abound).                                                       |
| Всемирный день сна 2016 год | 18 марта | Хороший сон — достижимая мечта (англ. Good Sleep is a Reachable Dream). |
| Всемирный день сна 2017 год | 17 марта | Спи крепко, Забота хорошей жизни) (англ. Sleep Soundly, Nurture Life), Шаблонная фраза, в переводе на русский используется слово Super В дословном переводе лелеять жизнь ) |
| Всемирный день сна 2018 год | 16 марта | Объединяйтесь с миром сна, Твой ритм жизни, твое удовольствие жизни (англ. Join the Sleep World, Preserve Your Rhythms to Enjoy Life)                                       |
| Всемирный день сна 2019 год | 15 марта | Здоровый сон, здоровое старение (англ. Healthy Sleep, Healthy Aging) |
| Всемирный день сна 2020 год | 13 марта | Лучше сон, лучше жизнь, лучшая планета (англ. Better Sleep, Better Life, Better Planet)                                                                                     |
| Всемирный день сна 2021 год | 19 марта | Регулярный сон, Здоровое будущее (англ. Regular Sleep, Healthy Future) |
| Всемирный день сна 2022 год | 18 марта | Качественный сон, здравый ум, счастливый мир (англ. Quality Sleep, Sound Mind, Happy World)                                                                                 |
| Всемирный день сна 2023 год | 17 марта | Сон необходим для здоровья (англ. Sleep is Essential for Health) |